# Nossa Senhora dos Mártires
La caracca Nossa Senhora dos Mártires fu una nave della Flotta portoghese delle Indie del 1605-1606 impiegata sulla Carreira da Índia, e andò persa per naufragio il 14 settembre 1606 nell'estuario del fiume Tago. 

## Storia

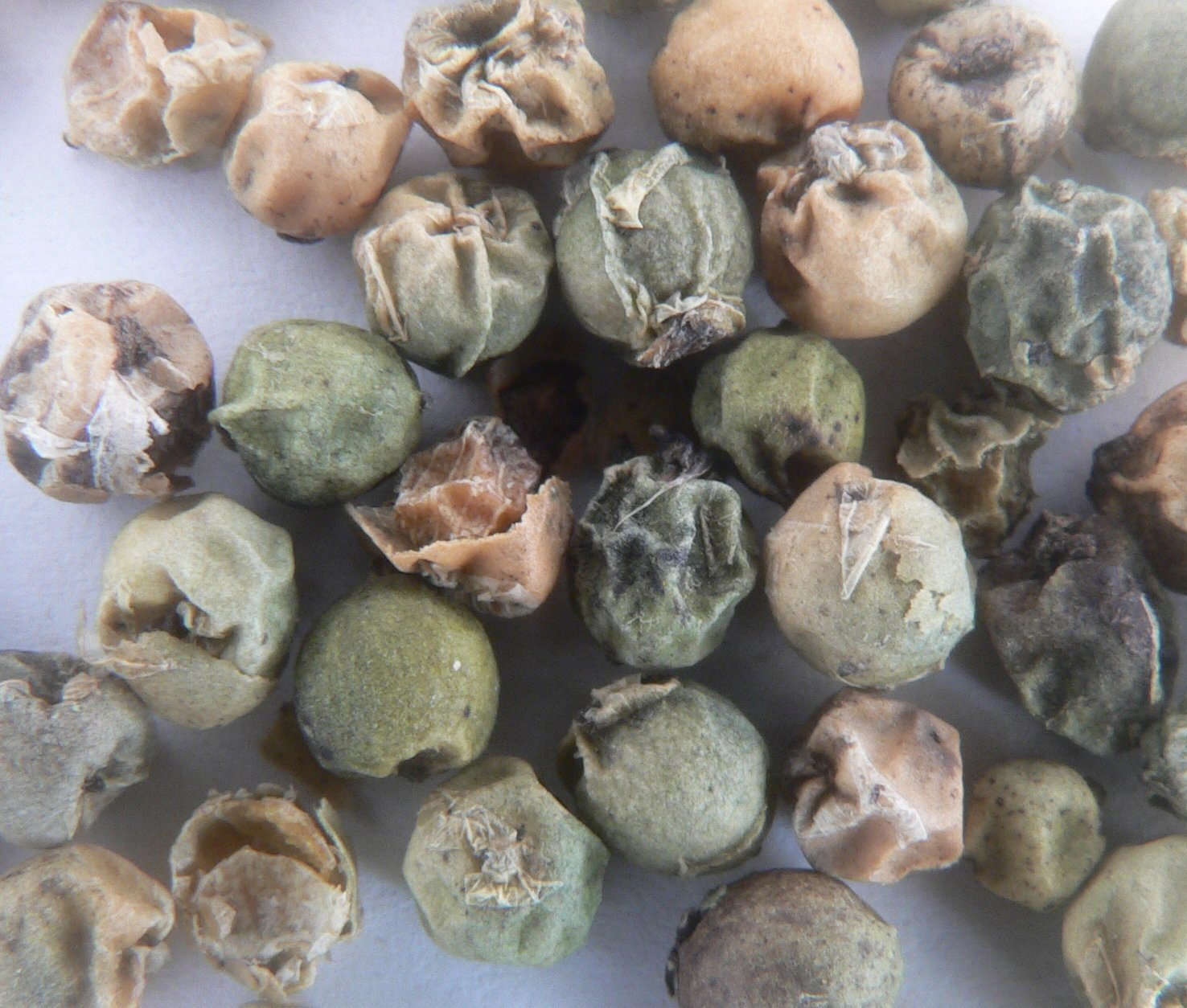
Grani di Piper nigrum che costituivano la parte maggiore del carico della caracca Nossa Senhora dos Mártires.

La caracca Nossa Senhora dos Mártires era una nave della Flotta portoghese al comando di Brás Teles de Menezes che salpò da Lisbona per l'India il 27 marzo 1605. Il viaggio si svolse senza problemi, e la flotta arrivò a Goa il 28 settembre. Dopo un rapido approntamento dell'equipaggiamento necessario, la flotta salpò il 30 dicembre per rientrare in Portogallo. Solo il Nossa Senhora dos Mártires e il Nossa Senhora da Salvação iniziarono il viaggio di ritorno, salpando da Cochin in India, il 16 gennaio 1606. Il Nossa Senhora dos Mártires trasportava un grande carico di pepe, circa 250 tonnellate, che era immagazzinato sciolto in piccole stive e altre merci preziose. La nave, al comando del capitano Manuel Barreto Rolim, che stava cercando di fare fortuna nel commercio con l'India dopo essere stato diseredato dal padre per aver contratto un matrimonio indesiderato, aveva a bordo il Viceré dell'India (1600-1605) Aires de Saldanha che stava rientrando in Patria dopo essere stato sostituito da Martim Afonso de Castro, e un padre gesuita, Francisco Rodrigues, che, proveniente dal Giappone, stava recandosi a Roma per conferire con in Papa sul futuro della locale missione dei gesuiti.  Aires de Saldanha morì a bordo poco prima che la nave raggiungesse le isole Azzorre, dove poi sostò per tre mesi.
Il 14 settembre 1606 il Nossa Senhora dos Mártires arrivò in vista di Lisbona, incappando in una forte tempesta che costrinse il capitano Rolim a gettare l'ancora al largo di Cascais, un piccolo villaggio a poche miglia dalla Capitale. Qui si trovava già il nau Nossa Senhora da Salvação, arrivato il giorno 12 e che era già alle prese con la burrasca proveniente da sud. Trascinando pericolosamente le ancore in direzione della spiaggia, il Nossa Senhora da Salvação era troppo pesante per essere trainato controvento dalla galea inviata in suo soccorso. Il giorno successivo, dopo aver visto il Nossa Senhora da Salvação incagliarsi sulla spiaggia di Cascais, Rolim decise di dirigersi verso la foce del fiume Tago sperando di sfuggire alla tempesta entrando nelle acque più calme dell'estuario. Superare i due grandi banchi di sabbia che restringevano gli ingressi non fu facile, e Rolim si diresse verso il canale settentrionale, che all'inizio del diciassettesimo secolo era già considerato troppo stretto e poco profondo per gettarvi l'ancora e troppo storto perché una galea potesse trainare fuori una grande nave. Nel mezzo del passaggio, la caracca perse la rotta e fu trascinata su una roccia sommersa, affondando di fronte alla fortezza di São Julião da Barra nel giro di poche ore. Il Nossa Senhora dos Mártires venne subito dopo fu fatta a pezzi dal moto ondoso, così piccoli che i testimoni commentarono che sembrava fosse affondata molto tempo prima. Il suo carico principale di pepe si rovesciò fuoribordo durante le fasi de naufragio, formando una marea nera che si è estendeva per leghe lungo la costa e nell'estuario del Tago. Una grande quantità di pepe fu conservata e messa a seccare dagli ufficiali del re. Anche la popolazione ne recuperò una notevole quantità, dato che era impossibile per i soldati fermare la gente del posto che, nonostante le terribili condizioni meteorologiche, ogni notte si recava al mare con piccole imbarcazioni per salvare ciò che poteva. Circa 200 corpi dei membri dell'equipaggio e dei passeggeri vennero recuperati nei giorni successivi sulle spiagge vicine.
Durante le estati successive, gli ufficiali del re Filippo II del Portogallo potrebbero aver recuperato gran parte del carico dalle acque basse, e sicuramente hanno salvato cavi, ancore e cannoni. Proprio come molti altri relitti che si trovavano in quel pericoloso canale, la Nossa Senhora dos Mártires venne presto dimenticata, e lo tsunami che seguì il devastante terremoto del 1755 probabilmente fece rotolare pesanti rocce sui suoi resti. Inoltre nel 1966 un peschereccio per merluzzi fece naufragio nelle vicinanze del sito ricoprendo una vasta area con altri detriti.
Alla fine degli anni settanta del XX secolo furono effettuati diversi sondaggi archeologici da parte di archeologi dilettanti, ma non fu intrapresa alcuna azione governativa per proteggere il sito. Di conseguenza, il sito è stato pesantemente saccheggiato da subacquei sportivi negli anni ottanta. Nel 1993 il Museu Nacional de Arqueologia ha sponsorizzato un'indagine del sito sotto la direzione del dottor Francisco Alves e ha identificato due principali aree di interesse archeologico. Il secondo, denominato SJB2, era costituito dai resti di uno scafo in legno con frammenti di porcellana Ming e terracotta cinese risalenti alla fine del XVI o all'inizio del XVII secolo.
Sulla base delle informazioni provenienti dagli archivi del naufragio del Museu Nacional de Arqueologia, la caracca Nossa Senhora dos Mártires è stato identificata come la nave più probabile per questo relitto.
Nelle estati del 1999 e del 2000 l'Instituto Português de Arqueologia, attraverso il suo Centro Nacional de Arqueologia Náutica e Subaquática, e l'INA hanno condotto due stagioni di scavi in questo sito, studiandone attentamente ciò che rimaneva dello scafo. In base agli studi si trattava di un nau con una chiglia vicina ai 27,72 m di lunghezza (91 piedi o 18 rumos, l'unità allora utilizzata in Portogallo) e una lunghezza complessiva di circa 38,25 m (125 piedi). 
La struttura dello scafo era stata costruita con quercia da sughero, e le piccole dimensioni degli alberi che venivano utilizzati costringevano i maestri d'ascia ad assemblare grandi pezzi strutturali da diversi piccoli legni.
Il fasciame esterno è stato tagliato da pino domestico, con fasce spesse quasi 4 ½ pollici (11 cm), e calafatato con un filo di piombo, che è stato inserito tra le assi durante la costruzione. Due spessi strati di quercia sono stati pressati nella cucitura, contro il filo di piombo, e sono stati quindi protetti dall'esterno con una striscia di piombo. La fascia protettiva è stata inchiodata alla superficie esterna delle doghe mediante chiodini corti con larghe teste circolari.

### Annotazioni
1. ↑  La flotta era composta da sei caracche e un galeone. Si trattava di Nossa Senhora de Betancor, nave ammiraglia di Brás Teles de Menezes, Nossa Senhora de Oliveira (capitano dom Francisco de Almeida), Nossa Senhora da Conceição (capitano Pero da Silva), Nossa Senhora da Salvação (capitano João de Meneses), Nossa Senhora dos Mártires (capitano Manuel Barreto Rolim), Palma (capitano Viciente de Brito), e Salvador (capitano Manuel Távora). Quell'anno salpò anche una seconda flotta, al comando di Álvaro de Carvalho, composta da tre galeoni, Nossa Senhora da Mercedês (capitano Álvaro de Carvalho), São Nicolau (capitano Manuel Mascarenhas Homen), e São Simão (capitano dom Francisco de Noronha).

### Fonti
1. 1 2 3 4 5 6 7 8 9 10 11 12  Nautarch.
2. 1 2 3 4 5 6 7 8 9 10 11  Nau des Indes.
3. 1 2 3 4 5 6  D'Aquino 1998, pp. 157-163.
4. 1 2  Nau des Indes.